# Listă de filme rusești din 2005
Aceasta este o listă de filme produse în Rusia în 2005:
| Titlul în engleză              | Titlul în rusă       | Regizor                | Actori | Gen             | Note |
| ------------------------------ | -------------------- | ---------------------- | ------ | --------------- | ---- |
| 4                              |                      | Ilya Khrzhanovsky      |        | Drama           |      |
| The 9th Company A 9-a companie | 9 рота               | Fyodor Bondarchuk      |        | War             |      |
| Bednye Rodstvenniki            | Бедные родственники  | Pavel Lungin           |        | Comedy          |      |
| Dead Man's Bluff               | Жмурки               | Aleksei Balabanov      |        | Crime           |      |
| First on the Moon              | Первые на Луне       | Aleksey Fedorchenko    |        | Science fiction |      |
| The Italian                    | Итальянец            | Andrei Kravchuk        |        | Drama           |      |
| Hunting for Asphalt            | Охота на асфальте    |                        |        | Drama           |      |
| The Master and Margarita       | Мастер и Маргарита   | Vladimir Bortko        |        |                 |      |
| Shadowboxing                   | Бой с тенью          | Aleksei Sidorov        |        | Drama           |      |
| The State Counsellor           | Статский советник    | Filipp Yankovsky       |        | Crime           |      |
| The Sun                        | Солнце               | Alexander Sokurov      |        | Historical      |      |
| The Turkish Gambit             | Турецкий гамбит      | Dzhanik Faiziyev       |        | Crime           |      |
| They Chose Freedom             | Они выбирали свободу | Vladimir V. Kara-Murza |        | Documentary     |      |